# Adam Gaži
Adam Gaži (Ilava, 1º marzo 2003) è un calciatore slovacco, attaccante dello Skalica.

## Carriera

### Club
Cresciuto nel settore giovanile dell'AS Trenčín, debutta in prima squadra il 5 dicembre 2020 in occasione dell'incontro di Superliga perso 2-0 contro lo Slovan Bratislava; poche settimane più tardi firma il suo primo contratto professionistico con il club biancorosso.

### Nazionale
Ha giocato in tutte le selezioni giovanili nazionali: Under-17, Under-18, Under-19 e Under-20.       
L'11 maggio 2023, è stato incluso dal selezionatore Albert Rusnák nella lista dei convocati della nazionale Under-20 partecipante al Mondiale di categoria in Argentina.

## Statistiche
Statistiche aggiornate al 1º novembre 2021.

### Presenze e reti nei club
| Stagione        | Squadra         | Campionato      | Campionato | Campionato | Coppe nazionali | Coppe nazionali | Coppe nazionali | Coppe continentali | Coppe continentali | Coppe continentali | Altre coppe | Altre coppe | Altre coppe | Totale | Totale | Totale |
| Stagione        | Squadra         | Comp            | Pres       | Reti       | Comp            | Pres            | Reti            | Comp               | Pres               | Reti               | Comp        | Pres        | Reti        | Pres   | Reti   |        |
| --------------- | --------------- | --------------- | ---------- | ---------- | --------------- | --------------- | --------------- | ------------------ | ------------------ | ------------------ | ----------- | ----------- | ----------- | ------ | ------ | ------ |
| 2020-2021       | AS Trenčín      | SL              | 15         | 0          | CS              | 0               | 0               |                    | -                  | -                  |             | -           | -           | 15     | 0      |        |
| 2021-2022       | AS Trenčín      | SL              | 11         | 1          | CS              | 1               | 0               |                    | -                  | -                  |             | -           | -           | 12     | 1      |        |
| Totale carriera | Totale carriera | Totale carriera | 26         | 1          |                 | 1               | 0               |                    | -                  | -                  |             | -           | -           | 27     | 0      |        |